# Abtwil (Gaiserwald)
Abtwil (toponimo tedesco) è una frazione di 6 248 abitanti (con Sankt Josefen) del comune svizzero di Gaiserwald, nel Canton San Gallo (distretto di San Gallo), del quale è la località principale e la sede municipale.

## Geografia fisica
Abtwil si trova nella parte meridionale del territorio di Gaiserwald, alla periferia della città di San Gallo dalla quale è separata dal fiume Sitter.

## Storia
I primi riferimenti al paese risalgono al 1200 circa (Appiwilla) e al 1357 (Appwille). Il paese, in origine costituito da poche case e fattorie, si espanse velocemente a partire dal XIX secolo a causa della diffusione dell'industria del ricamo (a domicilio e nelle fabbriche).

## Monumenti e luoghi d'interesse
- Chiesa parrocchiale cattolica di San Giuseppe (Pfarrkirche St. Joseph), eretta nel 1904-1905 da August Hardegger in stile neogotico[2] e consacrata il 30 ottobre 1905 dal vescovo di San Gallo Augustin Egger[senza fonte].

## Società

### Evoluzione demografica
L'evoluzione demografica è riportata nella seguente tabella (nel 2022 con Sankt Josefen):
Abitanti censiti

## Geografia antropica

### Urbanistica

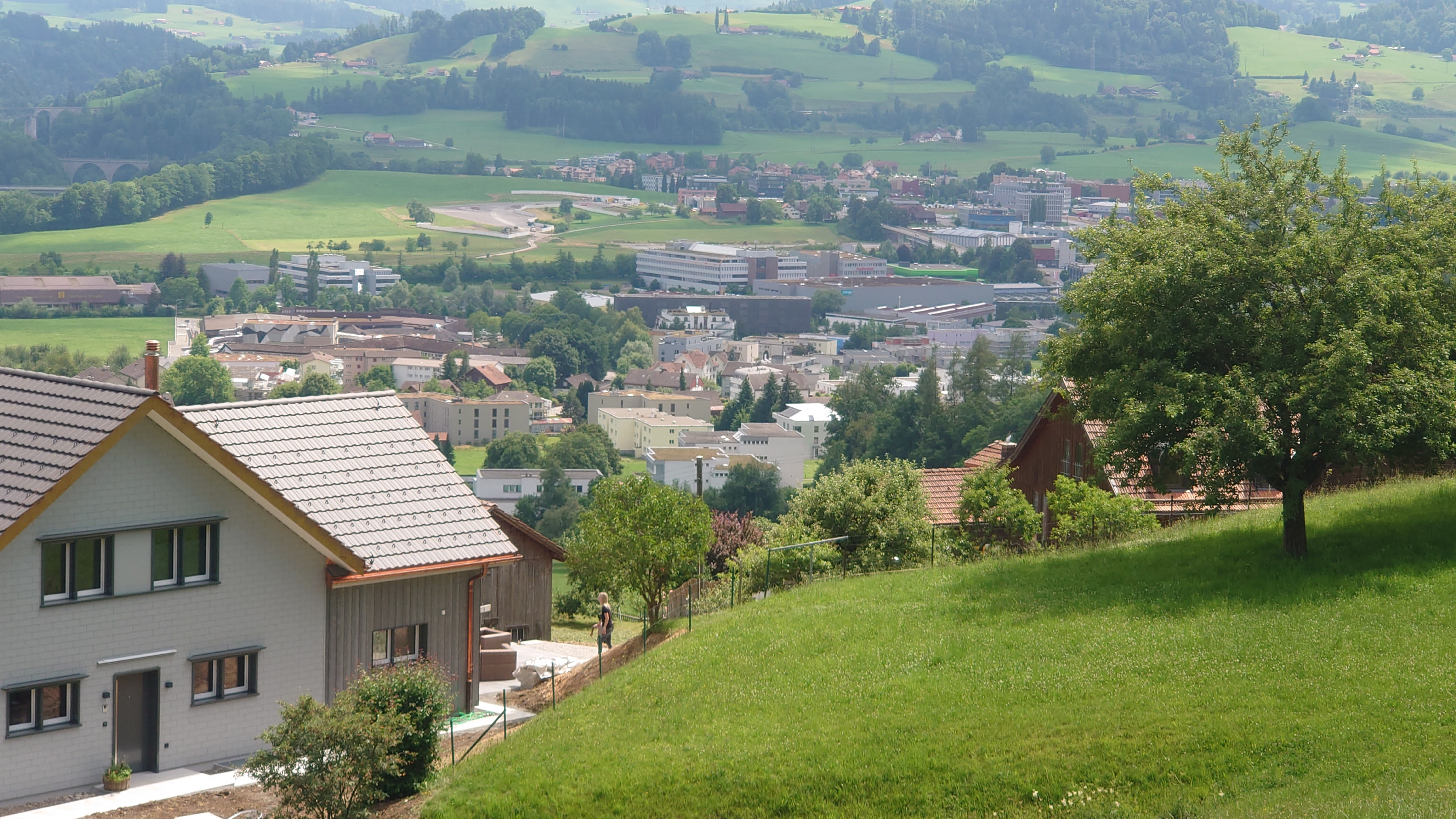
Villette sul Sonnenberg

Appena fuori dal centro, lungo le pendici collinari del Sonnenberg, si trova una vasta zona residenziale fatta di villette rivolte verso il Säntis, la cima montuosa più rappresentativa visibile nella regione. Abtwil fa parte dell'agglomerato urbano di San Gallo.

## Economia
Abtwil è un paese prevalentemente residenziale, con rilevante pendolarismo in uscita verso San Gallo; dispone di un parco divertimenti (parco acquatico coperto), centri commerciali e cinema multisala.

## Infrastrutture e trasporti

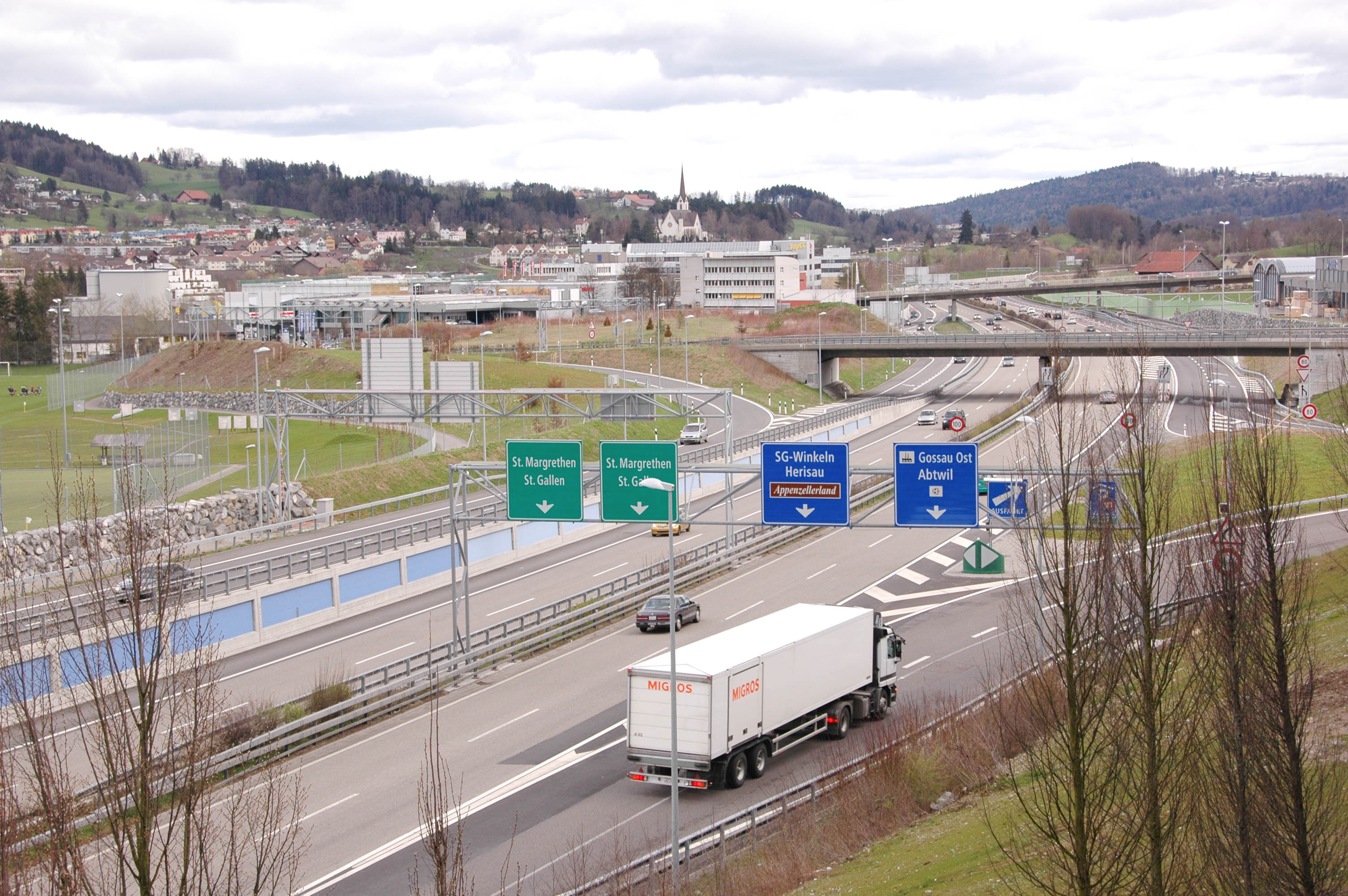
L'uscita di San Gallo-Winkeln	sull'autostrada A1/E60; sullo sfondo, Abtwil

Abtwil si trova nei pressi dell'uscita di San Gallo-Winkeln	sull'autostrada A1/E60.